# Сабуровское сельское поселение
Сабуровское се́льское поселе́ние — упразднённое муниципальное образование в Орловском районе Орловской области Российской Федерации.
Административный центр — посёлок Добрый.

## История
Статус и границы сельского поселения установлены Законом Орловского области от 28 декабря 2004 года № 466-ОЗ «О статусе, границах и административных центрах муниципальных образований на территории Орловского района Орловской области».
Законом Орловской области от 04.05.2021 № 2596-ОЗ к 15 мая 2021 года упразднено в связи с преобразованием муниципального района в муниципальный округ.

## Население
| 2010  | 2012  | 2013  | 2014  | 2015  | 2016  | 2017  |
| ----- | ----- | ----- | ----- | ----- | ----- | ----- |
| 3158  | ↗3171 | ↗3187 | ↘3145 | ↗3158 | ↘3154 | ↗3188 |
| 2018  | 2019  | 2020  | 2021  |       |       |       |
| ↘3115 | ↘3081 | ↘3002 | ↘2800 |       |       |       |

## Состав сельского поселения
| №  | Населённый пункт    | Тип населённого пункта          | Население |
| -- | ------------------- | ------------------------------- | --------- |
| 1  | Агеевка             | деревня                         | 70        |
| 2  | Альшанские Выселки  | деревня                         | 77        |
| 3  | Альшань             | село                            | ↘109      |
| 4  | Большая Фоминка     | деревня                         | 75        |
| 5  | Быстрая             | деревня                         | ↗128      |
| 6  | Добрый              | посёлок, административный центр | ↗1585     |
| 7  | Дружный             | посёлок                         | 70        |
| 8  | Кнубрь              | деревня                         | 59        |
| 9  | Красный Сабуровец   | посёлок                         | 22        |
| 10 | Круглый             | посёлок                         | 23        |
| 11 | Кузнецы             | деревня                         | 48        |
| 12 | Малая Саханка       | посёлок                         | 22        |
| 13 | Сабурово            | село                            | ↘305      |
| 14 | Сабуровские Выселки | деревня                         | 95        |
| 15 | Салтыки             | село                            | 76        |
| 16 | Спасское            | село                            | ↗163      |
| 17 | Учебный             | посёлок                         | 143       |
| 18 | Хомуты              | деревня                         | ↘88       |

## Достопримечательности
В Сабуровском СП располагаются следующие объекты культурного наследия:
- федерального значения: Ансамбль Сабуровской крепости
- регионального значения: 
  - Памятники археологии: Стоянка Салтыки (правый берег р. Ока, 1,1 км к ЮВ от с. Салтыки), Селище Хомуты -1 (1 км к Ю от д. Хомуты, мыс пр. б. р. Ока, при устье ручья), Селище Хомуты -2 (1.2 км к Ю от д. Хомуты склон пр. б. р. Ока)
  - Памятники архитектуры и градостроительства: Церковь Николая Чудотворца (с. Альшань), Здание бывшей земской школы (с. Альшань), Ансамбль усадьбы Дэна (с. Салтыки)
  - Памятники истории: Братская могила советских воинов (с. Альшань, возле школы), Братская могила советских воинов (д. Большая Быстрая, на кладбище), Могила воина-интернационалиста Басова А.В. (с. Альшань, на кладбище)
- местного (муниципального) значения: Могила рядового Воденкова В.В. (с. Сабурово, на кладбище), Могила гв. рядового Баранихина С.А.(с. Сабурово, на кладбище)[15]